# Eskil Pedersen

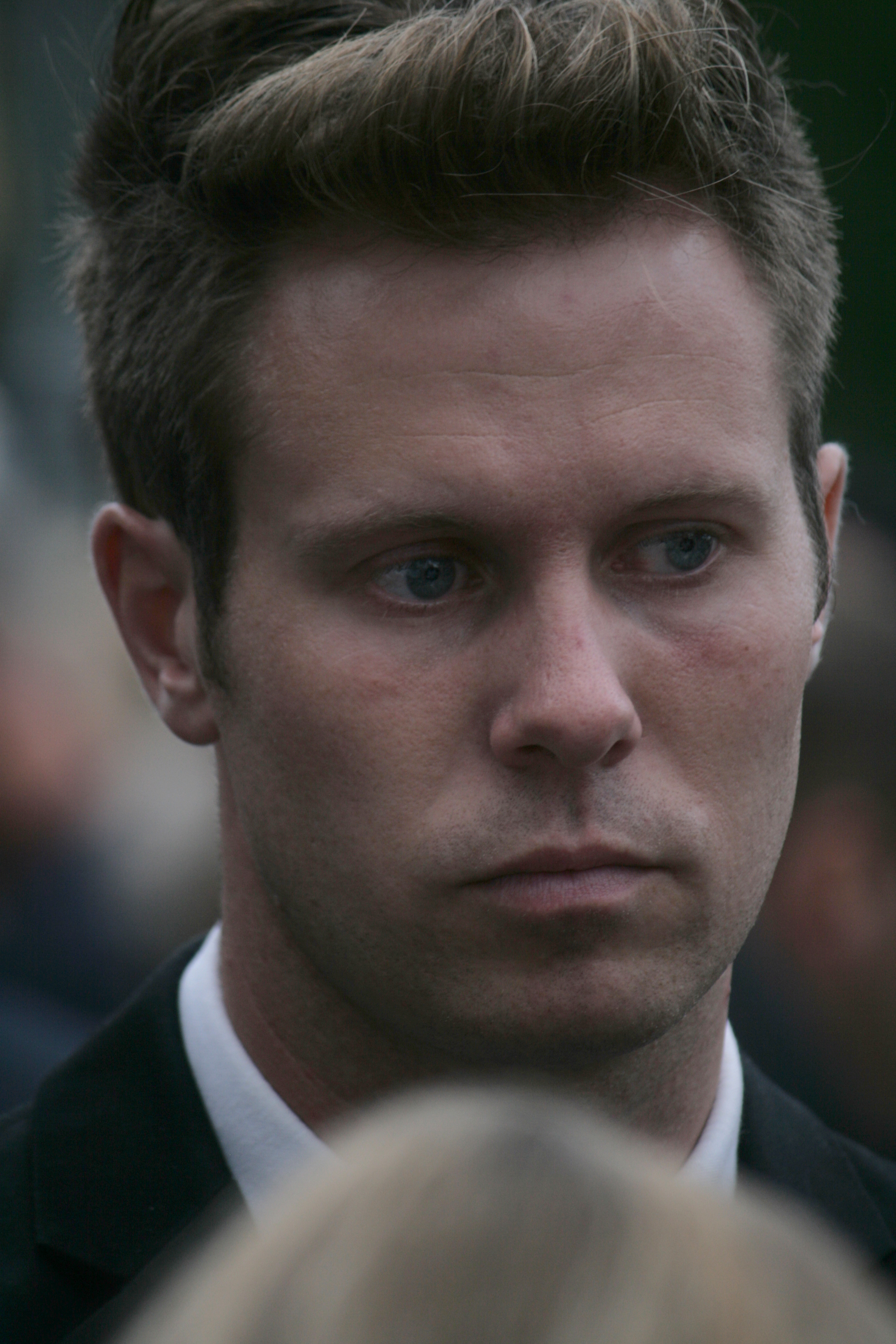
Eskil Pedersen auf der Trauerfeier nach den Anschlägen 2011

Eskil Pedersen (* 6. März 1984 in Skien) ist ein norwegischer Politiker der sozialdemokratischen Arbeiderpartiet (Ap). Von 2010 bis 2014 war er der Vorsitzende der Jugendorganisation Arbeidernes Ungdomsfylking (AUF).

## Leben
Pedersen wurde 1999 Mitglied in der Ap-Jugendorganisation Arbeidernes Ungdomsfylking (AUF). Im Jahr 2001 übernahm er das Amt als AUF-Vorsitzender in der damaligen Provinz Telemark, welches er bis 2006 behielt. In den Jahren 2003 bis 2007 war er Abgeordneter im Fylkesting der Telemark. Im Jahr 2006 fungierte er als Vorsitzender der AUF in Oslo, bevor er bis 2010 stellvertretender Vorsitzender auf Landesebene wurde. In diesem Zeitraum studierte er Staatswissenschaften an der Universität Oslo. Pedersen setzte sich schließlich im Oktober 2010 bei der Wahl zum AUF-Vorsitzenden gegen Åsmund Aukrust durch. Damit war er Vorsitzender während der Anschläge in Norwegen 2011, bei denen der rechtsextreme Terrorist Anders Behring Breivik auf der Insel Utøya 69 Teilnehmer des traditionellen AUF-Sommercamps ermordete. Pedersen galt als eines der Hauptziele Breiviks und überlebte, da er gemeinsam mit sieben anderen Personen auf der Fähre MS Thorbjørn die Insel verlassen konnte. Im Anschluss sah sich Pedersen von einigen Seiten Kritik dafür ausgesetzt, dass er die Insel verließ und nicht zurückblieb. Im Jahr 2014 trat er bei der Wiederwahl zum AUF-Vorsitzenden nicht erneut an.
Im Vorlauf der Parlamentswahl 2013 verlor Pedersen eine Kampfabstimmung um den dritten Listenplatz der Arbeiderpartiet im Wahlkreis Telemark. Er wurde daraufhin Vararepresentant, also Ersatzabgeordneter, als welcher er zu keinem Einsatz kam. Er wurde für die Legislaturperiode zwischen 2015 und 2019 in den Stadtrat von Oslo gewählt, 2019 erfolgte seine Wiederwahl. Zudem arbeitete er von 2015 bis 2020 in der Kommunikationsabteilung des Lebensmittelkonzerns Nortura, anschließend ging er zur Banco Santander über.